# رسم الخباز
رسم الخباز قرية سوريّة تتبع إداريّاً لمحافظة حلب منطقة دير حافر ناحية رسم حرمل الإمام، بلغ تعداد سكانها 1,476 نسمة حسب التعداد السكاني لعام 2004.